# Marcio Junqueira
Marcio Junqueira (Kapanda, 23 oktober 1984) is een Nederlands-Angolees voormalig profvoetballer die uitkwam voor onder meer Emmen, Telstar en Helmond Sport.

## Carrière
Junqueira, die vanuit Angola naar Nederland kwam, meldde zich op eigen initiatief aan bij de jeugdopleiding van Emmen. Nadat bekend werd dat Junqueira in Nederland mocht blijven tekende hij een vijfjarig contract bij Emmen en daar maakte hij ook zijn debuut in het betaald voetbal. Bij Emmen werd Junqueira lange tijd gezien als een groot talent en maakte hij deel uit van de basisploeg in het succesvolle seizoen 2002/03 (tweede in de Eerste divisie).
Het seizoen erop verloor hij echter zijn basisplaats en na het seizoen 2003/04 vertrok hij naar Telstar. Na anderhalf jaar verhuurde die club hem aan Helmond Sport. Na anderhalf jaar op huurbasis bij Helmond Sport werd zijn contract bij beide clubs niet verlengd en na één jaar op amateurbasis bij Helmond Sport zette Junqueira zijn carrière voort in het amateurvoetbal.
Tegenwoordig is hij professioneel kizomba- en sembadanser.

## Statistieken
| Seizoen | Club                | Competitie     | Wedstrijden | Doelpunten |
| ------- | ------------------- | -------------- | ----------- | ---------- |
| 2001/02 | Emmen               | Eerste divisie | 4           | 1          |
| 2002/03 | Emmen               | Eerste divisie | 31          | 4          |
| 2003/04 | Emmen               | Eerste divisie | 21          | 4          |
| 2004/05 | Emmen               | Eerste divisie | 30          | 5          |
| 2005/06 | Stormvogels Telstar | Eerste divisie | 28          | 4          |
| 2006/07 | Stormvogels Telstar | Eerste divisie | 4           | 0          |
| 2006/07 | Helmond Sport       | Eerste divisie | 10          | 2          |
| 2007/08 | Helmond Sport       | Eerste divisie | 24          | 2          |
| 2008/09 | Helmond Sport       | Eerste divisie | 0           | 0          |